# Мюмлы
Мю́млы (швед. Mymlan) — персонажи из книг и комиксов про Муми-тролля, написанных Туве Янссон. На рисунках Туве мюмла выглядит как девушка или девочка в юбке с круглым лицом, коротким носом и волосами морковного цвета. На некоторых рисунках мюмлы изображаются хвостатыми, на других хвост отсутствует.
Мюмлы впервые появляются в повести «Мемуары Муми-папы». Там же разъясняется родство мюмл и юксаре. И те и другие относятся к одному многочисленному семейству. Активную роль в книгах играют три мюмлы: старшая дочь Мюмлы-мамы, которую так и зовут — Мюмла, её мама (Мюмла-Мама) и младшая сестра — Малышка Мю. Снусмумрик — это сын Мюмлы-Мамы и Юксаре, а Мюмла и Малышка Мю — его родные сестры по материнской линии. Эпизодически появляются также другие дети Мюмлы-Мамы, которых очень много — по крайней мере, несколько десятков. Это младшие братья и сестры Мюмлы, за которыми она вынуждена присматривать.
Все мюмлы — яркие, жизнерадостные натуры, при этом абсолютно безалаберные и бесцеремонные. Вулканическая энергия, свойственная семейству юксаре вообще, в случае с мюмлами выражается через характер — в детском и отроческом возрасте они несносны. Эти существа — не альтруистки: налаживая отношения с окружающими, мюмла будет думать больше о собственной выгоде. Она никогда не станет открыто выражать сочувствие и сопричастность, хотя может помочь советом. Взрослея, мюмлы становятся более серьезными. В отличие от мужчин-юксаре, мюмлы обзаводятся жильем: чаще всего это круглые домики. Шарообразные формы свойственны мюмлам вообще — например, фигура Мюмлы-мамы сплошь составлена из шариков. Характеры Мюмлы и Филифьонки в большой степени являются полярными: чопорность и домовитость филифьонок противопоставляется общительности и безалаберности мюмл.
Мюмлы в качестве основных персонажей присутствуют в следующих книгах: «Мемуары Муми-Папы», «Опасное лето», «Волшебная зима», «Папа и море», «В конце ноября», «Дитя-невидимка». Также существуют комиксы и книжки с картинками для маленьких детей, где присутствуют мюмлы.